# Jerome Horsey

Țarul Ivan și Jerome Horsey

Sir Jerome Horsey (c. 1550 – 1626), din Great Kimble, Buckinghamshire, a fost un explorator, diplomat și politician englez din secolele XVI-XVII. A fost un diplomat mesager între Țarul Ivan și Regina Elizabeta, care l-a ridicat în rang de cavaler în 1603.

## Opere
- Horsey, Jerome: The ...   coronation of Theodore Iuanowich, emperour of Russia (in Hakuyt R, The Principal Navigations Vol 1, 1598).
- Horsey, Jerome: Extracts out of Sir J H's Observations in seventeene yeares travels and experience in Russia (in Purchas P, Purchas' Pilgrimages, 1626).